# Łowęcin
Łowęcin is een plaats in het Poolse district  Poznański, woiwodschap Groot-Polen. De plaats maakt deel uit van de gemeente Swarzędz en telt 452 inwoners.